# Diogenes (Byzanz)
Diogenes († um 129) war etwa in den Jahren 114–129 Bischof von Byzantion. Seine Amtszeit fällt damit in die Regierung der Kaiser Trajan und Hadrian. Er wurde in der Bischofskirche von Argyroupolis beigesetzt. Nachfolger im Bischofsamt wurde Eleutherius.